# 웃으며 삽시다
《웃으며 삽시다》는 대한민국의 SBS에 방송됐던 코미디 프로그램이다.

## 방송 일정
| 방송사 | 방송명                   | 방송 기간                           | 방송 시간                           |
| ------ | ------------------------ | ----------------------------------- | ----------------------------------- |
| SBS    | 토요일 6시 웃으면 좋아요 | 1991년 12월 14일 ~ 1992년 3월 21일  | 매주 토요일 저녁 6시 ~ 7시          |
| SBS    | 토요일 7시 웃으면 좋아요 | 1992년 3월 28일 ~ 1993년 4월 24일   | 매주 토요일 저녁 7시 ~ 8시          |
| SBS    | 웃으면 좋아요            | 1993년 4월 29일 ~ 1993년 10월 14일  | 매주 목요일 밤 9시 50분 ~ 10시 50분 |
| SBS    | 웃으며 삽시다            | 1993년 10월 23일 ~ 1997년 10월 18일 | 매주 토요일 저녁 7시 ~ 8시          |
| SBS    | 웃으며 삽시다            | 1997년 10월 31일 ~ 1998년 2월 13일  | 매주 금요일 저녁 7시 5분 ~ 8시      |

## 변천사
- 1991년 12월 14일 개국 6일 만인 코미디 프로그램 《토요일 6시 웃으면 좋아요》 첫 방송.
- 1992년 3월 28일 타이틀 제목에 《토요일 7시 웃으면 좋아요》의 변경.
- 1993년 4월 29일 타이틀 제목에 《웃으면 좋아요》의 변경.
- 1993년 10월 23일 타이틀 제목에 《웃으며 삽시다》의 변경.
- 1998년 2월 13일 프로그램 마지막 방송.

## 역대 출연자
- 최양락
- 김학래
- 팽현숙
- 임미숙
- 김윤희
- 이봉원
- 박미선 (웃으면 좋아요)
- 서세원 (웃으면 좋아요)
- 정재환
- 곽재문
- 김미화
- 이옥주
- 김병조
- 김종국
- 전유성
- 김의환
- 최병서
- 신동엽
- 강남영
- 정선희
- 남희석
- 박수홍
- 홍록기
- 표인봉
- 이웅호
- 김경식
- 이동우
- 최형만
- 김은태
- 김구라
- 나도야
- 황봉알
- 강성범
- 김준호
- 김윤희
- 홍순원

## 역대 코너

### 1991년 12월 ~ 1993년 4월
- 랄랄라 선생님
- 꿈의 대화
- 참새방앗간
- 연인
- 철 없는 아내
- 레일맨
- 마지막 방위
- 서울 1966
- 꾸러기 카메라 이 꾸러기 카메라는 이후 1992년 3월 꾸러기 대행진 과 1992년 8월 초특급 꾸러기 대행진이 2시간으로 방송되어 마지막 코너로 다시 방영됨

### 1993년 4월 ~ 1993년 10월
- 생방송 뉴스쇼
- 식사나 합시다
- 피리아가씨
- 살빼기
- 백제서기

### 1993년 10월 ~ 1994년 4월
- 김춘향전
- 명동 엘레지
- 동동비바리
- 세대차 토크쇼
- 이혼법정
- 어촌부부
- 가시버시
- 편지
- 당산대형
- 아내의 바다
- 뿌리
- 닭과 여인
- 클레오파틀화
- 소나무교실
- 서울 드라마 특급
- 현장검증

### 1994년 4월 ~ 1995년 3월
- 후지산 호랑이
- 웃삽맨
- 극장식당 캉캉
- 열두평 사람들
- 사랑이 가득한 집
- 무비스토리
- 닭장일기
- 대한민국 황대장
- 슈퍼파워 김치맨
- 개그실화극장 코미디천국
- 이럴땐 춤을 춥시다
- 젊지 않습니까?
- 한지붕 3대
- 오렌지 가족

### 1995년 4월 ~ 1997년 3월
- 할미꽃 당신
- 슈퍼차 부부
- 대동강 편지
- 간 큰 남자
- 보자보자 선생
- 누나야~!
- 잘했군 잘했어
- 삼순이 블루스
- 붕어빵 가족
- 꼬부랑 부자
- 윤희빈
- 서울 서울 서울
- 전유성의 허튼소리
- 모란봉 고등중학교
- 신당동 허리케인 박
- 베토벤
- 못말리는 도둑
- 출소
- 개똥벌레 연가
- 독도수비대
- 혼자서도 잘해요
- 달동네 사람들
- 코미디야사 역사의 명장면
- 릴레이 콩트

### 1997년 3월 ~ 1998년 2월
- 두 여자 이야기
- 팡팡 가족
- 고스트 아카데미
- 국경의 밤
- 티처 X
- 오빠 생각
- 형 그리고 아우
- 진짜 사나이
- 가자 월드컵
- 찬호 파크
- 20대에 해야 할 101가지-이벤트 코미디
- 스페이스 2001
- 앵무새 길들이기
- 스포츠 월드컵
- 콩쥐팥쥐
- 백수일기
- 아빠 어릴적에
- 이 시대의 명인을 찾아서

## 참고 사항
- 토요일 저녁 황금시간대의 인기를 누렸으나, 1997년 IMF 경제위기 여파로 인해 인기가 갈수록 떨어지자, 1998년 초에 결국 폐지하였다.
- KBS와 MBC 공채 개그맨 출신인 김병조, 김학래, 임미숙, 김미화, 박미선, 이봉원, 이성미, 최양락, 서세원, 최형만 등의 SBS로 이적하였다.

## 같이 보기
- 기쁜 우리 토요일
- 코미디 전망대
- 청춘행진곡 (MBC)
- 오늘은 좋은날 (MBC)
- 한바탕 웃음으로 (KBS)
- 폭소 대작전 (KBS)
- 웃음은 행복을 싣고 (KBS)
- 코미디 세상만사 (KBS)